# Усть-Альминське городище
Усть-Альминське городище (до 1940-х — городище Алма-Тамак) — скіфське давнє городище розташоване в західній частині Криму, в Бахчисарайському районі, село Піщане. Згідно однієї з гіпотез археологів є залишками скіфського міста Палакіон.

## Заснування городища
Причорноморські скіфи, кочуючи і проживаючи поруч грецьких міст-колоній, контактували з еллінами та підпадали під вплив їх культури. Поступово переходячи на землеробство, вони змішувалися з ними, переймали мову, культуру, а греки-поселенці, і в свою чергу, також вбирали частину скіфських звичаїв. Оскільки скіфських письмових згадок не віднайдено, то лише завдяки історичним хронікам стародавніх греків сучасники дізналися історію цих земель, в загальному.
Усть-Альминське городище, як стверджують археологи, засноване скіфами і виникло близько 3-2 століть до нашої ери і знаходиться у гирлі річки Альма, яка й дала назву городищу. Круті і обривисті схили мису Лукул надійно захищали це місце від ворожих нападів з боку моря, а на південно-східній частині схилу місцеві жителі вирили рів і насипали земляний вал. У ті часи площа стародавнього городища поступалась, ймовірно, тільки Неаполю.
В античні часи річка Альма була досить повноводна, тому й вона була зручним причалом для грецьких суден. Стародавній морський шлях Херсонес — Керкинітида — Ольвія проходив через саме місто.

## Археологічні особливості

### Археологічні експедиції
Усть-Альминське городище було відкрите в 30-і роки 20 століття Ернстом Миколою Львовичем, який дав цьому місцю назву Алма-Тамак. Розвідували городище Павло Миколайович Шульц, Олександр Домбровський і Олександр Миколайович Щеглов у 1946, 1948, 1959 роках. У 1960 році Тетяна Миколаївна Висоцька провела на городищі перші розкопки і в 1964 році було відкрито могильник.
З 1968 року по 1984 тут працювали Альминський загін Кримської комплексної експедиції і Бахчисарайський історико-архітектурний музей. Через те, що могильник неодноразово грабували, тому охоронну роботу тут проводив Бахчисарайський державний історико-культурний заповідник у 1988 і 1992 роках.
З 1993 року Альминська експедиція під керівництвом Олександра Євгеновича Пуздровського працює саме на некрополі городища. Всі знайдені під час експедицій археологічні артефакти зберігаються у Бахчисарайському і Херсонеському історико-археологічних музеях.

### Некрополь городища
У Усть-Альминському некрополі знаходиться декілька тисяч поховальних споруд (І століття до нашої ери — ІІІ століття нашої ери), а саме ґрунтові склепи, підбойні могили, могили з заплечиками, кінські поховання. Дослідники відкрили понад 900 артефактів. Виявлені сімейні усипальниці з багатоярусними похованнями і поховання в окремих склепах-катакомбах. Дуже відомими є відкриття ґрунтових склепів з похованнями тодішньої сарматської знаті, які супроводжувались кінськими похованнями в могилах. Обряд і похоронний інвентар і інші отримані дані свідчать про те, що на початку ІІ століття нашої ери тут жили представники давнього знатного сарматського роду.
Також дослідники, проводячи розкопки, знайшли сарматське поховання з комплектом жіночих прикрас (носили такі прикраси близько два тисячоліття тому). Зразки цих знахідок: намисто, сережки, бляшки, брошка-фібула, на якій зображено Афродіта і Ерос, персні, багато золотих прикрас, сережки з гранатом, намисто з агатом, браслети і перстень із зображенням жіночого божества.
У іншому склепі археологи виявили останки п'яти воїнів із золотими вінками на головах і похоронними масками на лицях.

### Побутова архітектура
Весь культурний шар поділяється на 3 шари: верхній (гумусний з великою кількістю кераміки), середній (суглинковий, пухкий), нижній (суглинковий, щільний).
На городищі знайдено залишки жител тодішніх мешканців міста зі зруйнованими кам'яними печами в будинках. Також археологічними знахідками є: керамічний шлак, ймовірно, існувало гончарство; кістки свійських тварин; луску та кістки різних риб; черепашки мідій; зольники і зернові ями, в яких зберігались продукти.
Будинки в городищі були з каменю і серцевої цегли. Подекуди зустрічались напівземлянки, заглиблені в землю. Центральні вулиці (ширина 3,2 метра) були вмощені каменем і галькою. За штучно покладеним валом знаходилось селище, в якому проживала більша частина населення скіфів.
Могильник городища шукали довго, але безрезультатно. Допоміг випадок. При нарізці терас для посадки сосен на схилах балки ковш бульдозера виніс на поверхню людські кістки, намиста, посуд. Інвентар могильників характерний до скіфо-сарматських курганів. Було знайдено багато артефактів, а саме: амфори, веретена, залишки стріл, бронзовий посуд, зброя, предмети кінського спорядження, різного роду прикраси, деталі оздоблення з срібла, золота і напівдорогоцінного каміння, шкатулки з дерев'яними лаковими орнаментами китайського виробництва. Також збереглись багато дерев'яних виробів: деталі саркофагів з поліхромним розписом, різьблені скульптури, гребені, шкатулки.

### Інші знахідки
В Усть-Альминському городищі був дуже поширений обряд поховання новонароджених немовлят в амфорах і інших великих ліпних посудинах. Також було знайдено поховання воїна з мечем, бронзовою фібулою і кільцями від портупеї. Це поховання сармато-аланського воїна датується ІІІ століттям нашої ери.

## Сучасний стан
У 1969 році виконавчий комітет Кримської обласної Ради депутатів трудящих ухвалив рішення взяти під охорону це місце, а в 1974 році Бахчисарайська районна Рада вирішила визначити зону охорони Усть-Альминське городище площею 4 гектари. Загальна площа міста становить близько 6 гектарів, а плато розорано на глибину 0,7 метрів.